# رولاند راموس ديزون
رولاند راموس ديزون هو كاتب فلبيني، ولد في 31 أكتوبر 1944، وتوفي في 25 أبريل 2012.